# Водное поло на летней Универсиаде 1963
Ватерпольный турнир на летней Универсиаде 1963 проходил в городе Порту-Алегри (Бразилия). Соревновались мужские сборные команды. Чемпионом Универсиады стала сборная Венгрии. Сборная Советского Союза во второй раз подряд завоевала серебряные награды Универсиады.

## Медальный зачёт
| Место | Страна   | Золото | Серебро | Бронза | Всего |
| ----- | -------- | ------ | ------- | ------ | ----- |
| 1     | Венгрия  | 1      | 0       | 0      | 1     |
| 2     | СССР     | 0      | 1       | 0      | 1     |
| 3     | Бразилия | 0      | 0       | 1      | 1     |

| Чемпион Универсиады по водному поло 1963 |
| ---------------------------------------- |
| Венгрия Первый титул                     |

## Ссылка
- Результаты баскетбольного турнира летней Универсиады 1963 на сайте sports123.com (англ.)